# Bilateralität
Bilateralität (von lateinisch bis „zweimal“, in Zusammensetzungen „doppel“-, „zwei“-, latus „Seite“.) bedeutet „Zweiseitigkeit“, verwandt sind die Begriffe multilateral (vielseitig) und unilateral (einseitig).

## Politik
In der Politik verwendet man das Adjektiv bilateral für Verhandlungen und Abkommen, die ausschließlich zwischen zwei verschiedenen Beteiligten stattfinden. Bilaterale Diplomatie ist immer noch in der Form vieler Verträge zwischen zwei Staaten üblich. Botschaften und Staatsbesuche dienen hauptsächlich dieser Funktion.
Auch ein supranationales Völkerrechtsubjekt wie die Europäische Union kann Partner für ein bilaterales Abkommen sein; so bei den „bilateralen Verträgen Schweiz–EU“.
Der älteste für Deutschland noch in Kraft befindliche bilaterale Vertrag ist der Freundschafts-, Handels- und Schifffahrtsvertrag zwischen Preußen und den Staaten des Deutschen Zollvereins einerseits und Argentinien andererseits vom 19. September 1857.

## Biologie

Die Medianebene trennt den Körper in eine linke und eine rechte Hälfte, die zueinander spiegelsymmetrisch sind

In der Biologie wird von Bilateralität („Zweiseitigkeit“) gesprochen, wenn linke und rechte Hälfte eines Organismus zueinander spiegelsymmetrisch sind. Viele pflanzliche Organe und die meisten Gewebetiere, einschließlich des Menschen, haben einen bilateralen (auch: bilateralsymmetrischen) Bauplan, sie lassen sich also geometrisch nur entlang ihrer Medianebene (hier zugleich Spiegelebene und Symmetrieebene) in zwei äußerlich gleich aussehende spiegelbildliche Hälften teilen. Lebewesen oder ihre Teile (z. B. Laubblätter) mit nur einer einzigen Spiegelebene, bei denen also die Seiten gleich, Ober- und Unterseite aber unterschiedlich geformt sind, werden „dorsiventral“ genannt (Blüten zygomorph, Blätter bifazial). Fast immer geht Bilateralität mit Dorsoventralität einher.
Im Tierreich ist Bilateralität die typische Symmetrieform des Körpers. Rund 95 Prozent der vielzelligen Tiere – das sind alle Tiere mit Ausnahme der asymmetrisch gebauten „Gewebelosen“ (Schwämme und Placozoa) und der radiärsymmetrischen Nesseltiere („Quallen“ und Rippenquallen → „Radiata“) – gehören zu den Bilateria (auch: Bilateralia, „Zweiseitentiere“). Diese Bezeichnung verdanken sie der spiegelsymmetrischen Morphologie, die auch eines ihrer gemeinsam abgeleiteten Merkmale ist.
Als Ursache für die Herausbildung und weite Verbreitung der Bilateralsymmetrie im Tierreich gilt das typische Merkmal der Tiere, sich auf ihre Nahrung aktiv zuzubewegen. Diese zielgerichtete Fortbewegung hat in der Evolution der Bilateria ein vorderes und ein hinteres Körperende und somit auch eine linke und rechte Körperseite hervorgebracht. Als weitere Folge entstanden am Vorderende eine Kopfregion (Cephalisation) bei gleichzeitiger Gehirnbildung (Zerebralisation) zur Wahrnehmung und Verarbeitung von Sinneseindrücken sowie eine Schwanzregion am Hinterende. Auch die Entstehung des Skeletts steht mit der bilateralen Symmetrie und der Fortbewegung in einem funktionalen Zusammenhang, denn für die zu Beginn kriechend-schlängelnde Fortbewegung war ein Hydroskelett als Widerlager außen liegender Muskeln erforderlich. Eine innerhalb der Bilateria einzigartige Symmetrieform haben die am Meeresboden lebenden Stachelhäuter (z. B. Seesterne): Das erwachsene Tier hat eine fünfstrahlig-radiäre Symmetrie (Pentamerie), doch die Larve zeigt noch die für die Bilateria so typische Spiegelsymmetrie und macht so die taxonomische Zugehörigkeit der Stachelhäuter erkennbar. Ihre Radiärsymmetrie ist also, im Gegensatz zur primären Radiärsymmetrie der Nesseltiere, eine sekundäre Anpassung und wird als Folge einer festsitzenden Lebensweise in stammesgeschichtlicher Vergangenheit in einer Phase ohne Fortbewegung gedeutet.
Anders als bei einem Tierkörper mit Radiärsymmetrie durch den sich viele Spiegelebenen legen lassen (Polysymmetrie), hat ein Körper mit Bilateralsymmetrie eine einzige Spiegelebene (Monosymmetrie). Von dieser Richtachse lassen sich eindeutige Ebenen und Richtungen am Körper definieren, was die anatomische Beschreibung vereinfacht.

## Andere Verwendungen
- In der Wirtschaftswissenschaft (Ökonomie) wird der Begriff benutzt, um verschiedene Marktformen und deren Kombinationen (Monopol, Oligopol und Polypol) zu beschreiben.
- In der Ethnologie wird der Begriff in Bezug auf Verwandtschaft gebraucht. Er bezeichnet die situationsabhängige Bezugnahme auf entweder die Verwandten mütterlicher- oder väterlicherseits.